# Мікаель Рікфорс
Мікаель Рікфорс (або Майкл Рікфорс; швед. Mikael Rickfors; нар.. 4 грудня 1948, Стокгольм, Швеція) — шведський музикант, вокаліст, бас-гітарист, в 1972—1973 роках — учасник легендарної британської рок-групи The Hollies. Згодом зробив успішну сольну кар'єру, випустивши понад десятка альбомів, у тому числі альбом 1988 року «Vingar». Брав участь у складі шведських рок-гуртів «Bamboo», «Grymlings», «Mobile Unit».

## Дебют. The Hollies
Мікаель Рікфорс родом із Стокгольма, Швеція, народився 4 грудня 1948 року. З 1968 року він був солістом і бас-гітаристом популярного шведського гурту Бамбук. Випустивши два сингли, гурт припинив своє існування в 1970 році. В 1972—1973 роках Рікфорс учасник легендарного британського рок-гурту The Hollies. Його виконавську манеру цього часу відрізняв сильний грудний голос в широкому діапазоні тембрового звучання. У наступні десятиліття співак волів навмисно хриплувате виконання.
В The Hollies Рікфорс змінив англійської соліста Алана Кларка, який залишив сольну кар'єру. Виконання Рікфорса, багате нижніми регістрами голосу, контрастувало з неповторним тенорним звучанням голосу Алана Кларка. Один з хітів, виконувалися обома солістами, називався He ain't Heavy, he's My Brother. Мікаель Рікфорс співав цю баладу більш пронизливо і з легким вібрато, ніж Кларк. Його перший сингл «Baby» з гуртом «Hollies» досяг в британських чартах 26-го місця, і займав високі місця в деяких інших країнах.
Розвинути успіх гурту допоміг запис альбому «Romany» («Циганський»), де одна пісня («Touch») належала Рікфорсу. Мікаель також виконав хіти гурту «Magic Woman Touch» і «don't Leave The Child Alone», написані ним. Несподіваний успіх приніс гурту сингл з піснею з попереднього альбому, коли вокалістом був ще Алан Кларк. Композиція, переспівана Рікфорсом, злетіла на верхні позиції в американських чартах. В цей час The Hollies зробили свій перший великий тур по США без свого знаменитого вокаліста, але гастролі не принесли очікуваного комерційного успіху.
Незабаром гурт записав свій другий альбом з Мікаелем Рікфорсом, він називався Out on the Road. Істотний внесок у написання цього альбому вніс саме Мікаель. На записі кожного з цих двох альбомів, крім вокалу, він грав на гітарі, бас-гітарі, конзі та клавішних. Диск вийшов лише в Німеччині та Іспанії. У липні 1973 року Алан Кларк повернувся до гурту, та Мікаель Рікфорс змушений був покинути The Hollies.

## Сольна кар'єра

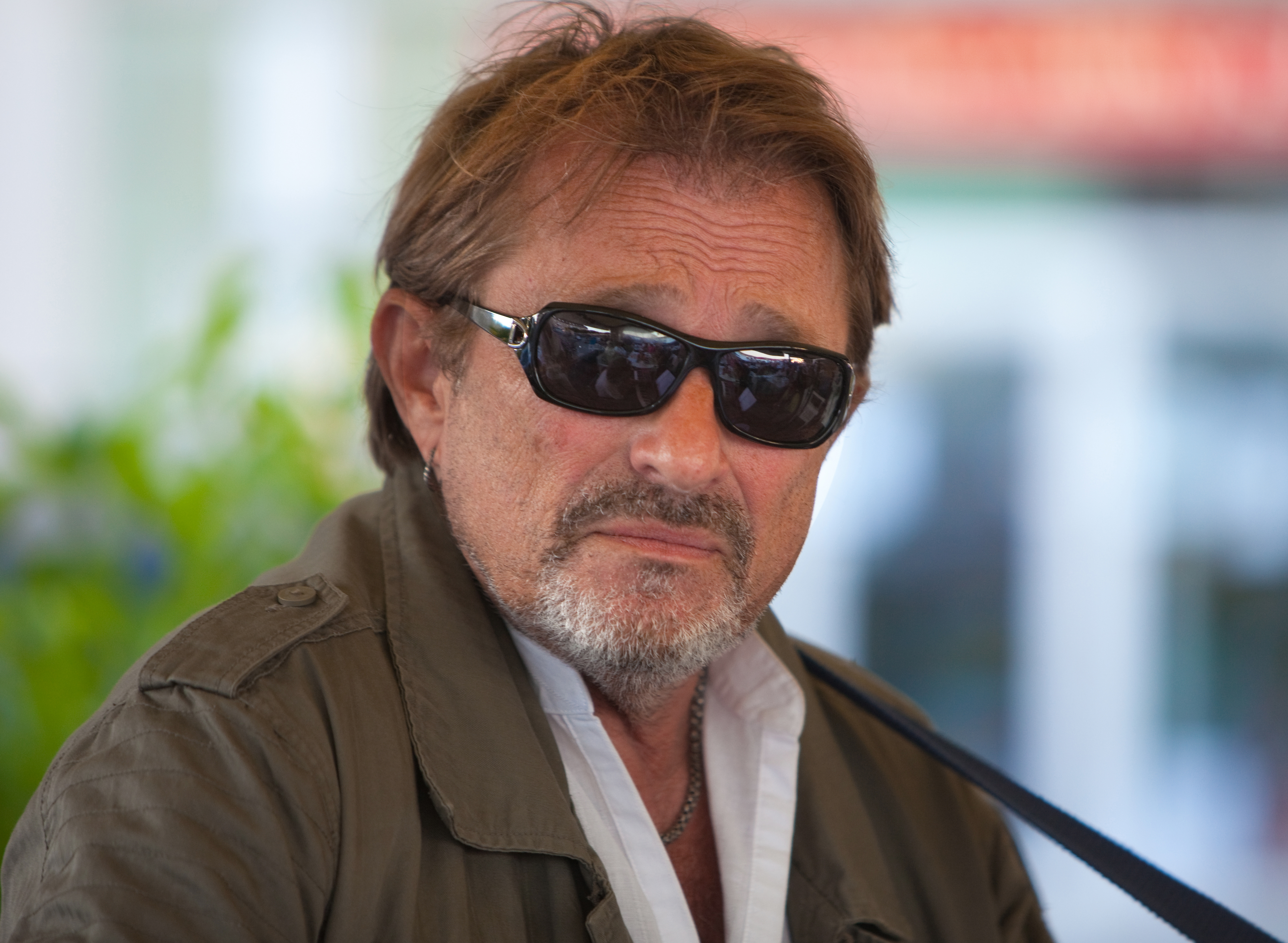
Мікаель Рікфорс

У 1975 році Мікаель Рікфорс випустив перший з одинадцяти сольних альбомів. У 1988 році побачив світ його виключно успішний альбом «Vingar». У 1990 році вирушив у свій перший спільний тур зі шведським супергуртом «Grymlings» (за іменем ферми Рікфорса).
Серед музикантів, які записували пісні Мікаела Рікфорса, окрім The Hollies, були Карлос Сантана («Дочка Ночі»), Сінді Лопер («Йе, йе», — на її багатомільйонному дебютному альбомі), Персі Следж («Blue Night», «Misty Morning», «Shining Through the Rain», «Road of No Return»), Річі Гейвенс, Джим Капальді, Карла Олсон, і Пол Джонс (з сольного альбому 2009 року «Starting All Over Again»). Заголовним треком Чаббі Тавареса з його першого сольного альбому «17 липня 2012 р.» стала пісня М. Рікфорса «Ревнощі».

## Дискографія

### Сольні альбоми
- Mikael Rickfors — 1975
- The Wheel — 1976
- Kickin' a Dream — 1979
- Tender Turns Tuff — 1981
- Rickfors Live — 1981
- Skin Is Thin — 1982
- Blue Fun — 1983
- Hearthunters — 1985
- Rickfors — 1986
- Vingar — 1988
- Judas River — 1991
- Happy Man don't Kill — 1997
- Greatest Hits — 1999
- Lush Life — 2004
- Away Again — 2009

### У складі гуртів

#### The Hollies
- Romany (1972)
- Out on the Road (1973)

#### Grymlings
- Grymlings (1990)
- Grymlings vol. 2 (1992)
- Grymlings vol. 3 (2005)

#### Mobile Unit
- Road Songs (2008)